# Горіле (Понировський район)
Горіле (рос. Горелое) — хутір в Понировському районі Курської області Російської Федерації.
Населення становить 2 особи. Входить до складу муніципального утворення 1-й Понировська сільрада.

## Історія
Населений пункт розташований на території українського етнічного та культурного краю Східна Слобожанщина.
Від 2004 року входить до складу муніципального утворення 1-й Понировська сільрада.

## Населення
| 2010 |
| ---- |
| 2    |